# NGC 2440
NGC 2440, är en planetarisk nebulosa belägen i stjärnbilden Akterskeppet. Dess centralstjärna, HD 62166, är möjligen den hetaste kända vita dvärgen. Nebulosan ligger ca 4 000 ljusår från solen. Den upptäcktes av William Herschel den 4 mars 1790. Han beskrev den som "en vacker planetariska nebulosa med en betydande grad av ljusstyrka, inte särskilt väldefinierad".

## HD 62166
HD 62166 har en exceptionellt hög yttemperatur på ca 200 000 K och en ljusstyrka som är 1 100 gånger högre än solens. Denna tungviktiga stjärna, med en uppskattad massa av ca 0,6 solmassa och en radie av 0,028 solradie, har en skenbar magnitud av 17,5.